# Koldisulfid
Koldisulfid (kemisk formel CS2), tidigare även benämnt kolsvavla, är ett giftigt och flyktigt ämne som har använts som lösningsmedel. Dagligt intag av antabus kan ge koldisulfidförgiftning som kan medföra hjärnskador.

## Framställning
Tidigare framställdes koldisulfid av kol eller koks, vilket krävde mycket hög temperatur. Idag framställs ämnet av naturgas, vilket inte behöver mer än 600 °C temperatur.
{\displaystyle {\rm {2\ CH_{4}+S_{8}\rightarrow 2\ CS_{2}+4\ H_{2}S}}}
Metanet oxideras av svavlet på samma sätt som när det förbränns i luft. Trots det är koldisulfid, till skillnad från koldioxid, mycket brandfarlig.

## Användning
Koldisulfid används tillsammans med cellulosa för tillverkning av cellofan och viskos och tillsammans med klorgas för att tillverka koltetraklorid.
{\displaystyle {\rm {CS_{2}+3\ Cl_{2}\rightarrow CCl_{4}+S_{2}Cl_{2}}}}
Eftersom koldisulfid är såpass brandfarlig och dessutom självantänder vid så låg temperatur som 90 °C så är dess användbarhet i övrigt begränsad.

## Risker
I en systematisk litteraturöversikt gjord av Statens beredning för medicinsk och social utvärdering från 2017 fann man samband mellan exponering i arbetet för koldisulfid och hjärtkärlsjukdom och stroke.